# Rura
Rura è una suddivisione dell'India, classificata come nagar panchayat, di 14.381 abitanti, situata nel distretto di Kanpur Dehat, nello stato federato dell'Uttar Pradesh. In base al numero di abitanti la città rientra nella classe IV (da 10.000 a 19.999 persone).

## Geografia fisica
La città è situata a 26° 28' 60 N e 79° 54' 0 E e ha un'altitudine di 126 m s.l.m..

## Società

### Evoluzione demografica
Al censimento del 2001 la popolazione di Rura assommava a 14.381 persone, delle quali 7.668 maschi e 6.713 femmine. I bambini di età inferiore o uguale ai sei anni assommavano a 2.036, dei quali 1.093 maschi e 943 femmine. Infine, coloro che erano in grado di saper almeno leggere e scrivere erano 10.119, dei quali 5.763 maschi e 4.356 femmine.